# Lamachus virgultorum
Lamachus virgultorum là một loài tò vò trong họ Ichneumonidae.